# Limonia yapicola
Limonia yapicola är en tvåvingeart som beskrevs av Alexander 1972. Limonia yapicola ingår i släktet Limonia och familjen småharkrankar. Inga underarter finns listade i Catalogue of Life.